# デルタコ
デルタコ（西: Del Taco）は、アメリカ合衆国のファストフードチェーン。アメリカ風の味付けに調整したメキシコ料理を主体に、ハンバーガー、フライ、シェイクといったアメリカで一般的なファーストフードも扱う。カリフォルニア州レイクフォレストに本社を置き、南西部太平洋岸を中心に580店舗（2019年1月1日現在）を展開する。

## 店舗
デルタコはメキシコ風のファーストフードと、アメリカ風のファーストフードの両方を扱うファーストフードチェーンである。タコス、ブリート、ケサディーヤ、ナチョスといったメキシコ風ファーストフードのほか、チーズバーガー、フライ、シェイクといったアメリカ風のファーストフードもメニューに載せており、顧客はこのメキシコ風・アメリカ風を組み合わせて食べることが可能となっている。
2019年1月時点ではカリフォルニア州、ネバダ州、アリゾナ州、ユタ州、コロラド州など西部の州を中心に、14の州で営業している。州単位ではカリフォルニア州が主な出店先だが、ネバダ州ラスベガスへの出店も多く、2018年1月には38店目の店舗を開店している。

## 歴史

### 創業

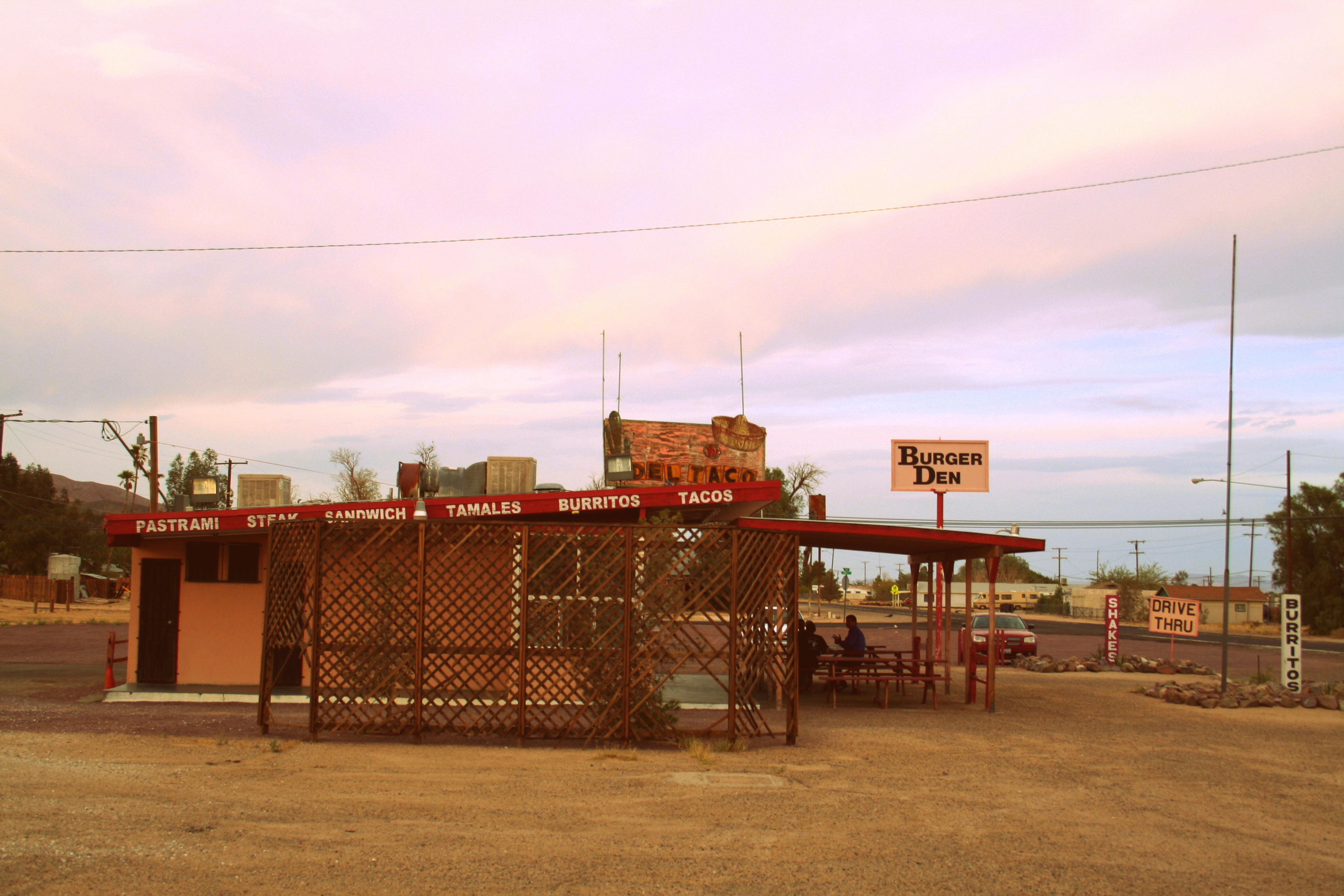
旧デルタコ一号店。別の店舗に転用されている。

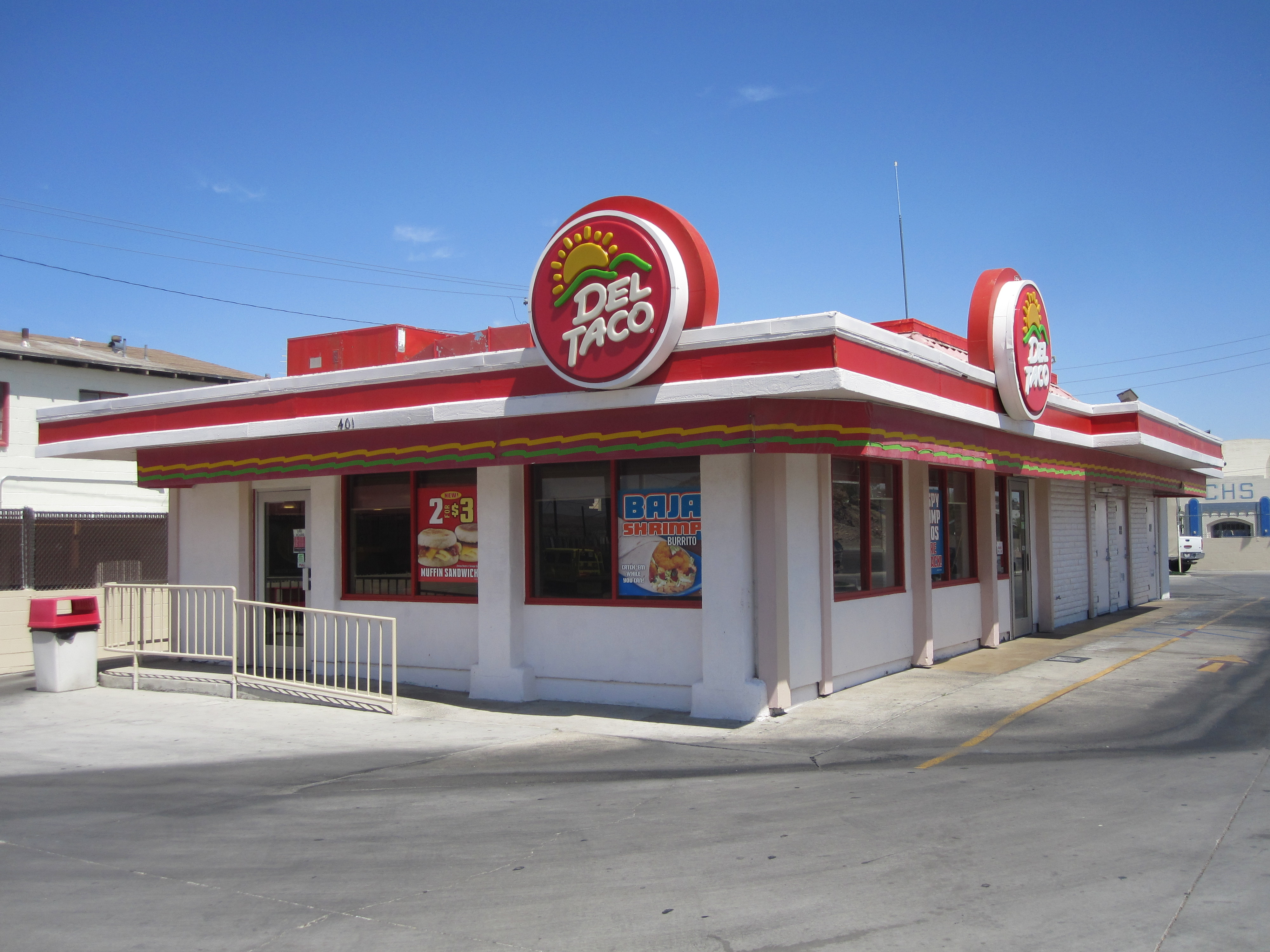
バーストーのデルタコの店舗。

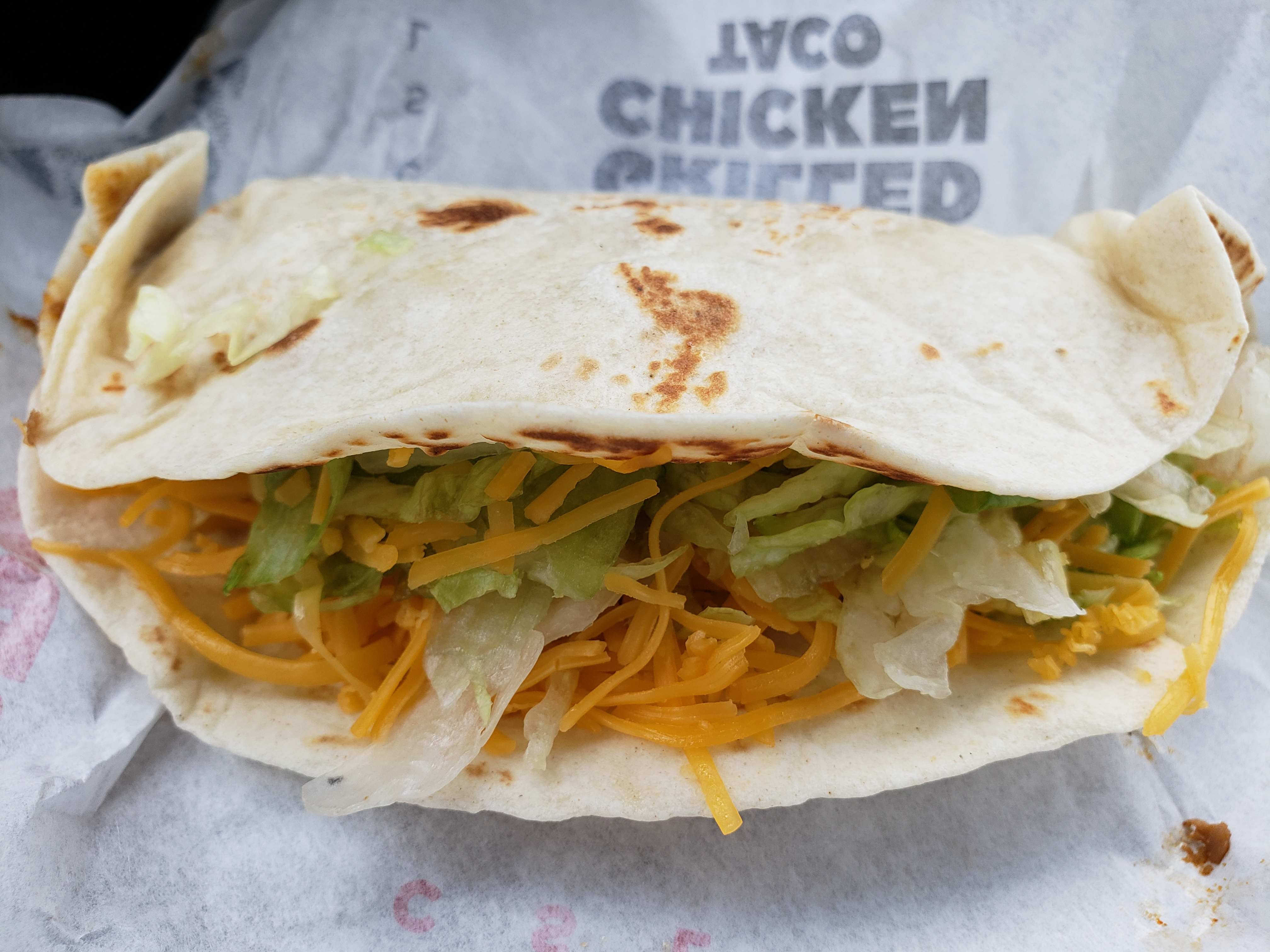
デルタコ

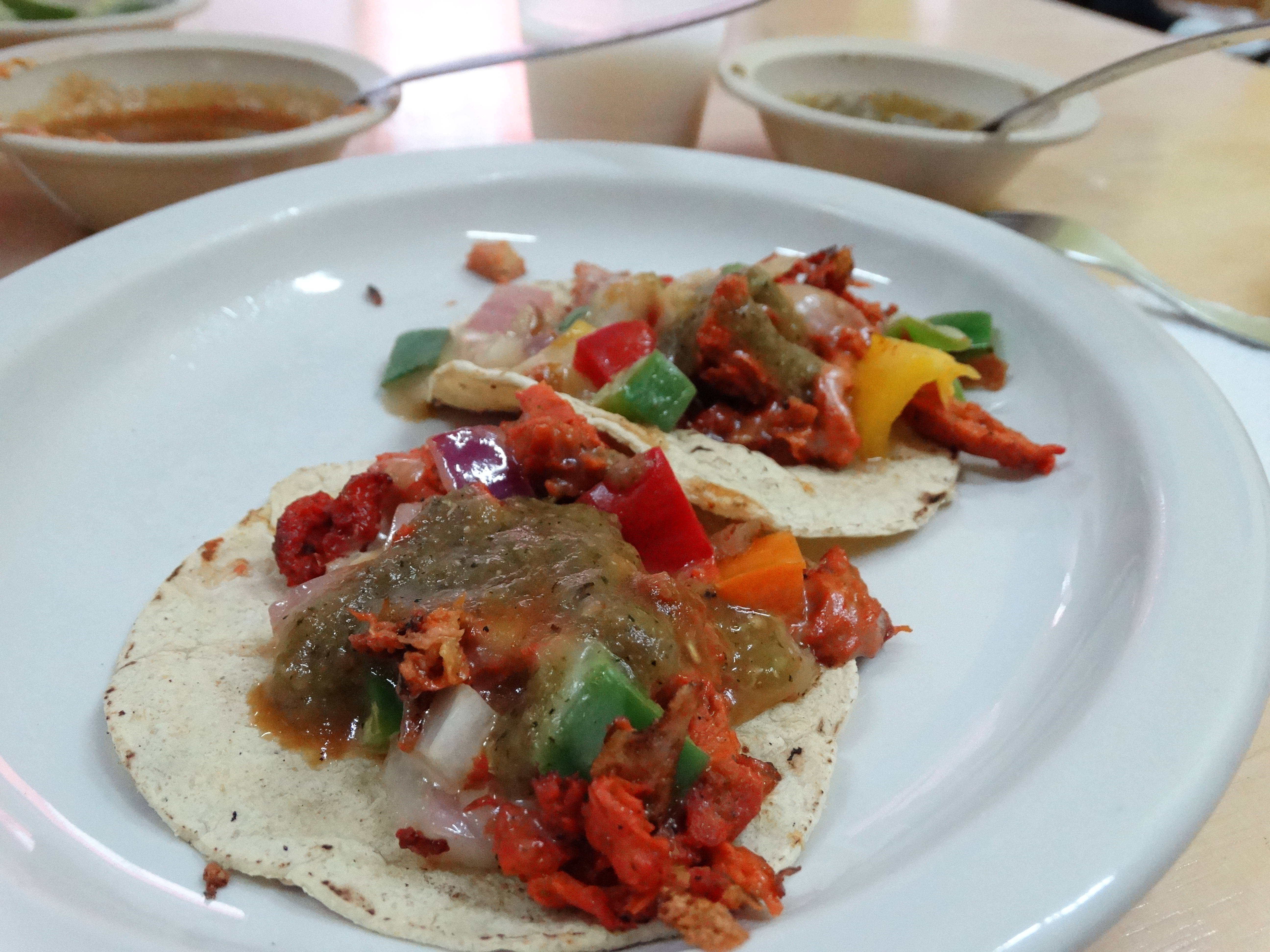
デルタコ。

創業者のエド・ハックバース(Ed Hackbarth)は中西部のウィスコンシン州で、10人兄弟の9番目として生まれた。子供のときからカスタード売りをして稼いでおり、この経験が後にファーストフードを職業とすることにつながったという。17歳のときアメリカ空軍に入り、1953年には西海岸に移って、カリフォルニア州ヴィクターヴィルにあったジョージ空軍基地で勤務していた。当時、基地の位置するサンバーナーディーノ地域はファーストフード店の勃興期で、後に巨大ファーストフードチェーンに成長する創業者らが零細な店舗から事業を育て始めた時期であった。ハックバースはそのうちの一人、ニール・ベイカーが経営するハンバーガー店で職を得た。さらにベイカーの紹介で、グレン・ベルがサンバーナーディーノの北側にあたるバーストーに開いた店で働いていた。ベルは後にメキシカン専門の「タコベル」を創業する人物であるが、このころはまだタコスを扱い始めたばかりで、バーストーの店でもタコスとハンバーガーを併売していた。
後にハックバースは独立し、1961年に自分の店をバーストー郊外のヤーモで開店した。店は"Casa del Taco"（「タコスの家」の意）という名であったが、タコスとハンバーガーを併売していた。一号店は初日だけで169ドルの売り上げを記録した。一号店の成功を受け、バーストーでさらに2店舗を開店し、ニードルズにも店を開いた。デイヴィッド・ジェイムソン(David Jameson)とともに開店したコロナの店舗は初のドライブスルー対応店舗となった。この店で調理場の機器据え付けを行ったディック・ノーグル(Dick Naugle)は、店の作りに感銘を受け、まだまだ始まったばかりであった事業に加わった。
1966年、フランチャイズ展開のためRed-E-Food Systems, Inc.を設立、最初のフランチャイズ店がヴィクターヴィルに開店した。同年には太陽を用いたロゴも導入し、ハックバースの店は南カリフォルニア全域に広がっていった。1970年、ノーグルが独立し、デルタコと同じくメキシカンを扱うファーストフードチェーン「ノーグルズ」(Naugles)を展開した。1973年、ハックバースは店名から"Casa"を取ってデルタコとし、社名もDel Taco, Inc.に改名した。このころ事業は目覚ましい成長を見せ、一時は毎月新しい店舗を開店する勢いであった。1976年、ハックバースらは創業地の数店舗の運営権を残し、デルタコを投資家グループに売却した。創業者の運営ではなくなったデルタコは、以降さまざまな所有者を転々とすることになる。

### 分裂
1978年、デルタコはカリフォルニア州、および州外で既に店舗のあったオレゴン州ユージーン、アリゾナ州ユマを除くアメリカ全土においてデルタコの名称を使用する独占権をW・R・グレースに売却した。グレースは本業が化学工業であり、テキサス州ダラスに新会社Del Taco Restaurants Inc.を設立、さらに新たに傘下におさめたさまざまなファーストフードチェーンを統括するDTG Inc.を設立して事業を運営した。カリフォルニアのデルタコはテキサスのデルタコの株式を一部所有し、収入の一部を受け取ることにはなっていたが、メニューもロゴも異なる2系列のデルタコが並立することになった。
しかしグレースが本業以外の事業の売却を始めると、レストラン部門も売却の対象となった。1986年、カリフォルニアのデルタコはテキサスのデルタコを買収しようと試みたが、カリフォルニア側が必要な資金を準備できず、実現しなかった。

### ノーグルズ合併
1988年2月、アメリカン・レストラン・グループを経営するアンワル・ソリマン(Anwar Soliman)は、デルタコとノーグルズを買収した上で合併させる計画を明らかにした。ソリマンはW・R・グレースでレストラン部門の幹部であった人物で、1977年のデルタコの名称使用権売却、未完に終わった買戻しなどを通じて、デルタコとは因縁があった。ソリマンはその後グレースを離れ、1986年にアメリカン・レストラン・グループを設立、1988年時点では直営とフランチャイズを合わせて300以上の飲食店を経営していた。
両社の買収は3月完了し、171店のノーグルズは順次デルタコに転換されることになった。合併により、店舗網の東端は遠くノースカロライナ州ヒッコリーにまで達した。一方で後に本拠地が置かれるカリフォルニア州のレイクフォレストでは、ノーグルズからデルタコに転換した店舗と元からデルタコであった店舗が通りを挟んで向かい合うという事態も起きた。
これによりタコベルに次ぐアメリカ第2位のメキシカンとなり、カリフォルニア州に限ってはタコベルの店舗数を上回った。デルタコはタコベルを揶揄するテレビCMを流し、対抗意識を露骨に示した。ソリマンはデルタコが拡販企画を始めると数日後にはタコベルが同じ企画で対抗してくると述べ、「業界一位のタコベルは今や追随者となっている」と主張した。しかしタコベル側は「デルタコがやっていることに関心はなく、ライバルはマクドナルドだ」と冷淡であった。業績も好調とは言えず、合併を強調するため、デルタコとノーグルズを同時に取り上げたCMはかえって混乱を招き、早々に中止された。メニューは量こそタコベルより多いものの、価格も高かったことから避けられた。こうして売上高は横ばいから下降に転じた。運営面でも変化があり、終夜営業が始まったのもこの時期である。

### 再統合
1990年1月、CEOのウェイン・W・アームストロング(Wayne W. Armstrong)を中心とするデルタコ経営陣は、ソリマンからMBOにより事業を買収した。新経営陣の下、ソリマン時代に削られたメニューの復元や値下げなどの施策が効果をあげたが、アームストロングは8月に辞任し、バーガーキングで実績のあるケビン・K・モリアーティがデルタコの新CEOとなった。
1992年、グレースは管轄下のデルタコの店舗をタコベルに売却する意向を明らかにした。「デルタコ」の名称を使用する権利は、7月にカリフォルニアのデルタコが買い戻した。州外への展開が可能となったカリフォルニアのデルタコは、1400万ドルを投じて店舗の内外装やロゴを更新する計画を開始した。8月には新しいロゴを導入した。新しいロゴは黄色の太陽が緑の山々からのぼり、赤い大地に向かって照っているものとなった。この配色はデルタコの代表的な食材であるチーズ、レタス、トマトをあらわしたものである。この年経営陣は1995年までに店舗網を500店舗に拡大し、2000年までにさらに225店を増やすという計画を打ち出し、まずネバダ州のラスベガス、ミズーリ州のセントルイス、北東回廊地域を重点地域とした。しかし前経営陣時代に行われたLBOが原因で1993年、デルタコは倒産裁判所に連邦倒産法第11章に基づく手続きの開始を申し立てることになった。
1994年、デルタコは再生過程の終了を宣言した。不採算店舗の閉鎖の結果、1995年時点で500店舗を達成するどころか300店舗に過ぎず、目標には程遠かった。しかし1997年には総売上高が2億5000万ドルに達し、店舗数も1998年末には12州325店舗、2000年時点で372店舗と増加していった。
この年、デルタコはコンパス・グループと契約、米軍基地で営業が可能となった。出店第一号はメリーランド州セントメアリーズ郡にあるパタクセント・リバー海軍航空基地で、将来はプエルトリコやイタリアのナポリなど、海外の米軍基地に出店することも計画されていた。2002年には野球、ホッケー、フットボール、バスケットボールといったスポーツのチームとスポンサー契約を締結し、パートナーとなったチームのスタジアムの看板や販売される飲料の容器などにデルタコのロゴが配されることになった。こうした施策の成果もあり、2003年には一店舗あたりの年間の売り上げが平均で100万ドルを超えた。これは他のチェーン店、特にマクドナルドやカールス・ジュニアが売り上げを減らす中にあっては注目すべき成果であった。

### 500店達成
ベンチャーキャピタルのGrotech Capital Group Inc.がレストラン業界に関心を持ち、別の投資会社と組んでサジタリウス・ブランド(Sagittarius Brands)を組織、シーフードを扱うキャプテンDを2004年末に買収した。次に関心を示したのがデルタコで、2006年に買収が完了した。
2008年1月、デルタコはカリフォルニア州バーバンクに500店目の店舗を開店した。2009年には、フロリダ州オビエドに新店舗が開店した。オーランド地域には1980年代に店舗があったものの、それ以来初めての出店となった。サジタリウス・ブランドは2つのレストランチェーンを保有することになり、デルタコとキャプテンDの合造店も試みられた。しかし2010年、サジタリウス・ブランドはキャプテンDを売却し、社名をデルタコ・ホールディングスに改名した。 
2010年、デルタコはダラスの北方にあるテキサス州デントンに出店した。テキサス州はW・R・グレース時代にグレースが展開するデルタコがあったものの、タコベルに売却され、以降は空白地となっていた。ヒスパニックのギレルモ・ペラレス(Guillermo Perales)が率いるサン・ホールディングス(Sun Holdings Inc. )は、2011年にダラス・フォートワース地域にフランチャイズ店を出店するという契約を結んだ。2012年3月にはヒューストンに開店し、 ハリス郡やモンゴメリー郡など周辺地域を含むヒューストンの全域に店舗展開する構想も示された。2012年12月にはシーダーパークに、2013年にはラウンドロックに開店した。
2013年にはオクラホマ州に進出し、12月にはオクラホマシティ近郊のムーアに最初の店舗を開設した。2014年夏にはやはりオクラホマシティ近郊のエドモンドにも開店した。

### 公開会社化
2013年、シカゴのレストラン王ラリー・リーヴィがデルタコ買収に動き、買収目的会社Levy Acquisition Corporation(LAC)を設立して資金を集めた。LACによるデルタコ買収は2015年6月に完了し、デルタコはDel Taco Restaurants, Inc.の名称で公開会社となった。

## 宣伝
1999年から2000年にかけて、店名と同じ「デルタコ」という名のマスコットキャラクターを初めて導入した。このキャラクターは人気を得たが、黒い衣装に仮面をつけた服装は怪傑ゾロの商標権を侵害しているとして、1998年にゾロの映画『マスク・オブ・ゾロ』を公開したゾロ・プロダクションとトライスター ピクチャーズがデルタコを訴えた。2000年1月、デルタコは和解したが、広告代理店を変更した。
2000年からデルタコは、グレッグ・ビンクリー演じる「ダン(Dan)」が出演するCMを作成した。ダンはデルタコの広報担当者としてさまざまな商品を宣伝するが要領が悪く、自動車やホッケーリンクを破壊したり、拡販イベントをヌーディストビーチで開催したりする。ダンの出演は6年続き、デルタコのシンボル的な存在となった。しかしデルタコは「今後は人ではなく、食べ物に注目させる」とし、ダンの出演は終了した。
2007年、デルタコは「Feed the Beast」をスローガンに掲げ、これに合わせて「ザ・ビースト(The Beast)」が出演するCMを放送した。ザ・ビーストは空腹感を擬人化した存在で、顧客の真横に立ち、特定の商品を注文するよう迫る。初登場は2007年8月で、改良されたチキン・ソフト・タコを宣伝する内容であった。2008年2月にはフィッシュ・タコの、4月にはチキン・ケサディーヤの、6月には「Del's Deal」と称したセット商品の宣伝が作られた。「ザ・ビースト」のCMは短期間にとどまり、2008年7月には新スローガン"Go Bold or Go Home"に置き換えられた。